# Kościół św. Piotra w San Marino
Kościół pw. św. Piotra w San Marino – kościół w San Marino mieszczący się obok Bazyliki w diecezji San Marino-Montefeltro. W środku znajduje się posąg poświęcony papieżowi Janowi XXIII. Są tam też dwie nisze, w których, według legendy, znajdowały się posłania świętego Maryna i świętego Leona.